# Campeonato Europeu de Ciclismo em Estrada de 2015
O Campeonato Europeu de Ciclismo em Estrada de 2015 desenvolveu-se do 6 a 9 de agosto de 2015 em Tartu, na Estónia. A corrida em linha masculina de esperanças foram feitas à parte da UCI COPA das Nações U23 de 2015.

## Competições
| Quinta-feira 6 de agosto - - 9 h 15 Mulheres - menos de 23 anos, 18,4 km - 9 h 30 Mulheres - Juniores, 14,4 km Sexta-feira 7 de agosto - - 14 h 00 Homens - menos de 23 anos, 31,5 km - 14 h 00 Homens - Juniores, 18,4 km | Sábado 8 de agosto - - 8 h 30 Mulheres - Juniores, 74,4 km - 8 h 30 Mulheres - menos de 23 anos, 124 km Domingo 9 de agosto - - 14 h 15 Homens - Juniores, 124 km - 13 h 00 Homens - menos de 23 anos, 161,2 km |

## Resultados

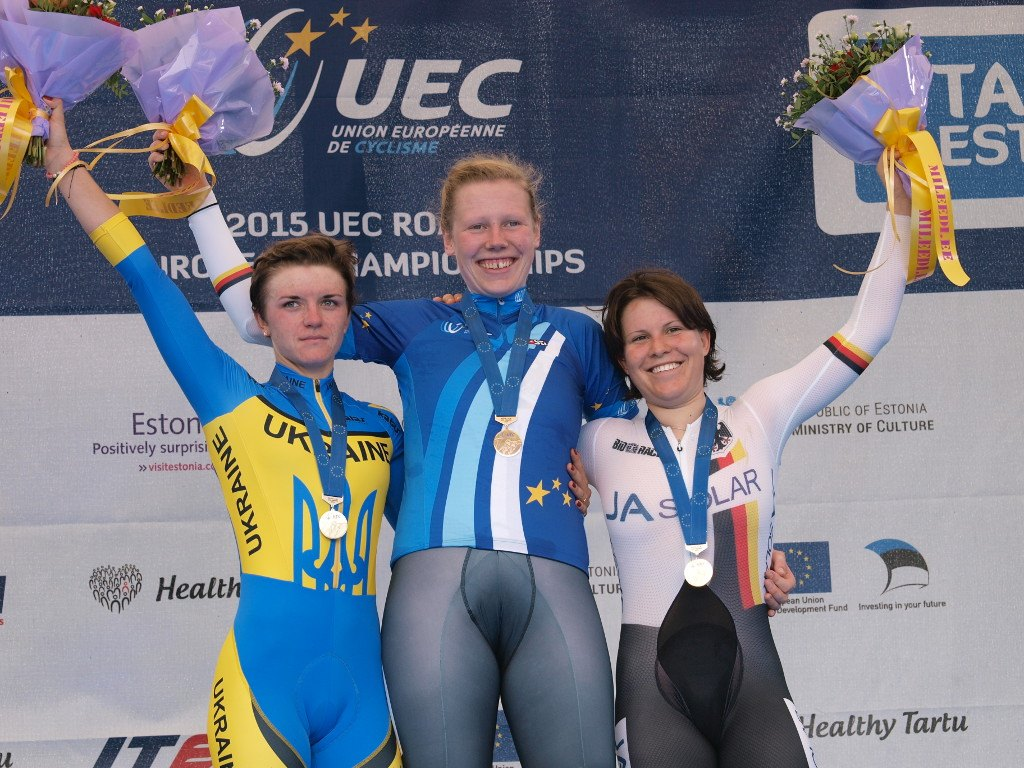
Pódio do contrarrelógio esperanças femininas

| Competições                 | Ouro                 | Prata              | Bronze                |
| Homens - menos de 23 anos   |                      |                    |                       |
| Corrida em linha            | Erik Baška           | Mamyr Stash        | Davide Martinelli     |
| Contrarrelógio              | Steven Lammertink    | Marlen Zmorka      | Maximilian Schachmann |
| Homens - Juniores           |                      |                    |                       |
| Corrida em linha            | Alan Banaszek        | Stan Dewulf        | Dennis van der Horst  |
| Contrarrelógio              | Nikolai Ilichev      | Tobias Foss        | Max Singer            |
| Mulheres - menos de 23 anos |                      |                    |                       |
| Corrida em linha            | Katarzyna Niewiadoma | Ilaria Sanguineti  | Thalita de Jong       |
| Contrarrelógio              | Mieke Kröger         | Olga Shekel        | Corinna Lechner       |
| Mulheres - Juniores         |                      |                    |                       |
| Corrida em linha            | Nadia Quagliotto     | Rachele Barbieri   | Karina Kasenova       |
| Contrarrelógio              | Agnieszka Skalniak   | Kseniia Tcymbaliuk | Yara Kastelijn        |

## Quadro das medalhas
| Ordem | País          | Medalha de ouro | Medalha de prata | Medalha de bronze | Total |
| ----- | ------------- | --------------- | ---------------- | ----------------- | ----- |
| 1     | Polónia       | 3               | 0                | 0                 | 3     |
| 2     | Itália        | 1               | 2                | 1                 | 4     |
| 3     | Rússia        | 1               | 2                | 1                 | 4     |
| 4     | Alemanha      | 1               | 0                | 3                 | 4     |
| 4     | Países Baixos | 1               | 0                | 3                 | 4     |
| 6     | Eslovênia     | 1               | 0                | 0                 | 1     |
| 7     | Ucrânia       | 0               | 2                | 0                 | 2     |
| 8     | Bélgica       | 0               | 1                | 0                 | 1     |
| 8     | Noruega       | 0               | 1                | 0                 | 1     |
| Total | Total         | 8               | 8                | 8                 | 24    |